# الکساندرا ژینکیویچ
الکساندرا ژینکیویچ (لهستانی: Aleksandra Zienkiewicz؛ زادهٔ ۱۰ ژوئیه ۱۹۸۴) بازیگر اهل لهستان است.
از فیلم‌ها یا مجموعه‌های تلویزیونی که وی در آن‌ها نقش داشته‌است، می‌توان به عشق اول و جهان به روایت خانواده کیپسکی اشاره نمود.